# The Rights of Colonies Examined

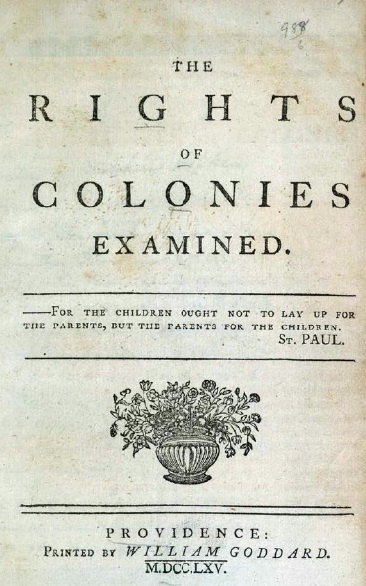

The Rights of Colonies Examined fu un influente saggio pubblicato nel 1764 da Stephen Hopkins, uno dei Padri fondatori degli Stati Uniti d'America.
Ricevette ampia diffusione e suscitò un caloroso consenso in tutte le colonie. Lo storico Thomas Bicknell lo definì "il documento più notevole pubblicato nel periodo precedente la guerra d'indipendenza americana". Il governatore del Massachusetts, Thomas Hutchinson, scrisse che "era concepito in uno stile più elevato di qualsiasi altro documento inviato dalle altre colonie". Con questo scritto, Hopkins divenne per il Rhode Island ciò che Samuel Adams fu per il Massachusetts e Thomas Jefferson per la Virginia. Venne stampato in gran numero e Hopkins fu riconosciuto come uno dei leader dell'opinione pubblica nelle colonie.